# Sidwaya Sport
Sidwaya Sport ist eine Sportzeitschrift aus dem westafrikanischen Staat Burkina Faso.
Sie erscheint seit dem 8. August 2000 als wöchentliche Ausgabe mit zwanzig Seiten. Die Redaktion gehört zum Mutterblatt Sidwaya, der dem Informationsministerium unterstehenden Tageszeitung. Ein Exemplar der dienstäglich erscheinenden Zeitschrift kostet 200 CFA-Franc, etwa 30 Cent. 